# وليام موسلي
وليام موسلي (بالإنجليزية: William Moseley)‏ مواليد 27 أبريل 1987 في غلوسترشير، إنجلترا، هو ممثل إنجليزي بدأ مسيرته الفنية عام 1998. من أفلامه فيلم على الخط عام 2022 .

## روابط خارجية
- وليام موسلي على موقع IMDb (الإنجليزية)
- وليام موسلي على موقع ميتاكريتيك (الإنجليزية)
- وليام موسلي على موقع روتن توميتوز (الإنجليزية)
- وليام موسلي على موقع ألو سيني (الفرنسية)
- وليام موسلي على موقع ميوزك برينز (الإنجليزية)
- وليام موسلي على موقع أول موفي (الإنجليزية)
- وليام موسلي على موقع قاعدة بيانات الأفلام السويدية (السويدية)
- وليام موسلي على موقع إن إن دي بي (الإنجليزية)
- وليام موسلي على موقع قاعدة بيانات الفيلم (الإنجليزية)
- وليام موسلي على موقع كينوبويسك (الروسية)